# Evangelische Zusatzversorgungskasse
Die Evangelische Zusatzversorgungskasse, Abkürzung EZVK,  (ehemals Kirchliche Zusatzversorgungskasse Darmstadt – kurz KZVK) ist eine von drei Zusatzversorgungskassen der evangelischen Kirchen in Deutschland. Am Stichtag 31. Dezember 2025 betrug das Kapitalvermögen 12,3 Mrd. Euro.

## Zweck
Unter Zusatzversorgung versteht man die betriebliche Altersversorgung zusätzlich zur gesetzlichen Rentenversicherung für alle nichtbeamteten Arbeitnehmerinnen und Arbeitnehmer des kirchlichen und diakonischen Dienstes. Sie umfasst die Alters-, Erwerbminderungs- und Hinterbliebenenversorgung. Die EZVK führt diese Zusatzversorgung im Auftrag der Arbeitgeber in Kirche und Diakonie durch: zum einen als Pflichtversicherung, zum anderen als freiwillige Versicherung.

## Geschichte und Rechtsform
Die EZVK wurde 1967 von der Evangelischen Kirche in Hessen und Nassau und der Evangelischen Kirche der Pfalz mit Sitz in Darmstadt errichtet, ihr sind u. a. die Evangelisch-methodistische Kirche in Deutschland, die EKD, die UEK und die VELKD angeschlossen. Sie ist eine Anstalt des öffentlichen Rechts und unterliegt der Versicherungsaufsicht des Landes Hessen (und nicht, wie andere Anbieter betrieblicher Altersversorgung, der Bundesanstalt für Finanzdienstleistungsaufsicht). Die EZVK arbeitet eng mit den anderen Zusatzversorgungskassen zusammen und ist Mitglied der Arbeitsgemeinschaft kommunale und kirchliche Altersversorgung (AKA).
Die Kirchliche Zusatzversorgungskasse Baden hat mit Wirkung zum 30. Juni 2016 mit der EZVK fusioniert und ihre Versicherten- und Rentenbestände an diese übertragen.